# Peintre de Brygos
Le Peintre de Brygos est un peintre grec de céramiques. Son véritable nom étant inconnu, il doit son appellation au fait qu'il travaille pour l'atelier du potier Brygos. Élève d'Onésime, le Peintre de Brygos est actif vers 490-470 av. J.-C.

## Œuvre
Plus de deux cent cinquante peintures sur céramique sont attribuées au Peintre de Brygos, principalement des coupes à figures rouges (plus de 180), mais il a aussi peint sur d'autres types de vases et utilisé la technique de la peinture sur fond blanc. Il est en particulier réputé pour ses scènes dionysiaques et de banquet. La plus ancienne représentation d'Éros archer, sur un lécythe à figures rouges conservé au musée d'Art Kimbell, lui est attribuée,.

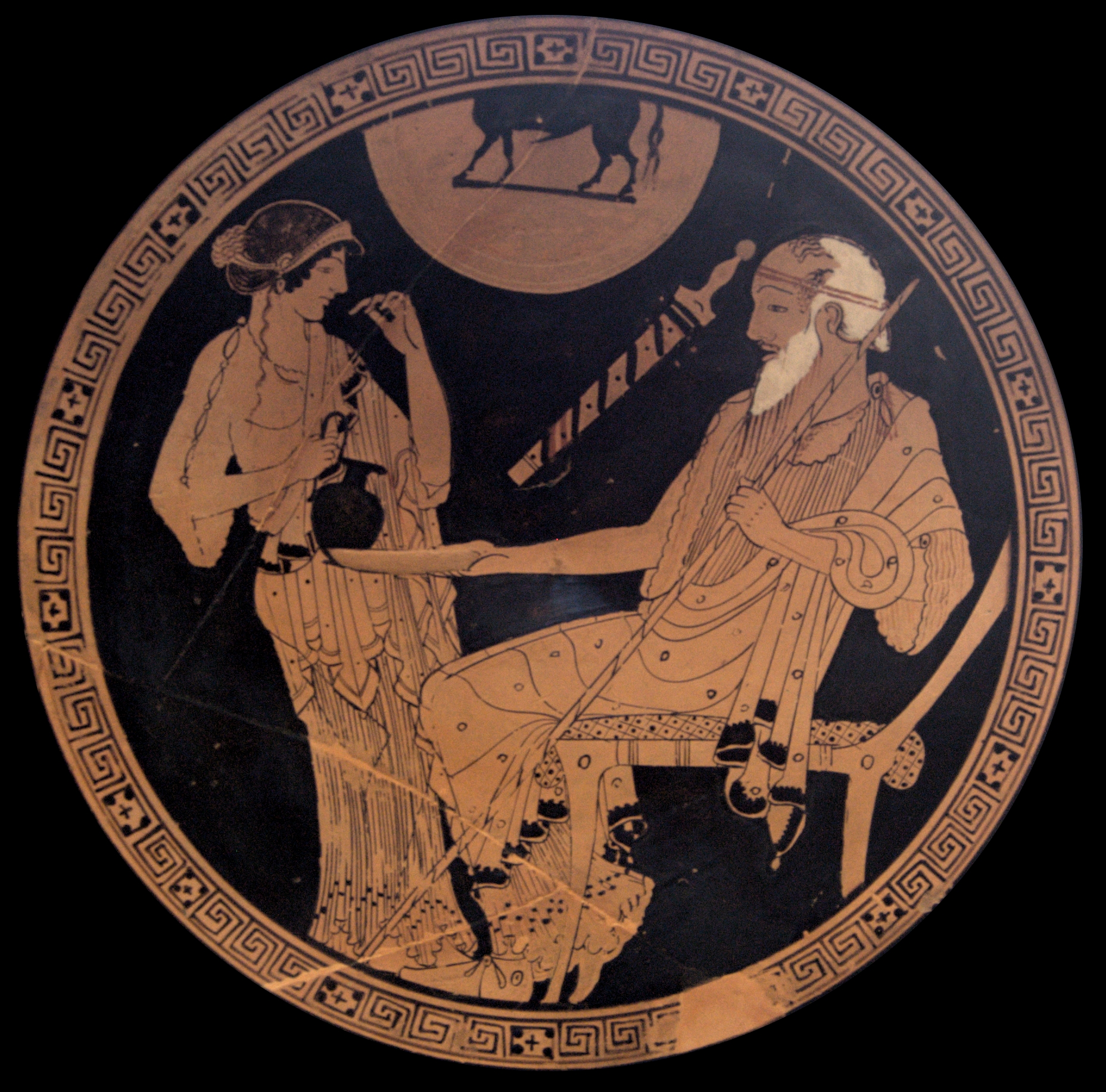
Coupe attique à figures rouges dite « coupe de l'Ilioupersis », vers 490 av. J.-C. Intérieur de la coupe : Briséis et Phoenix[5].
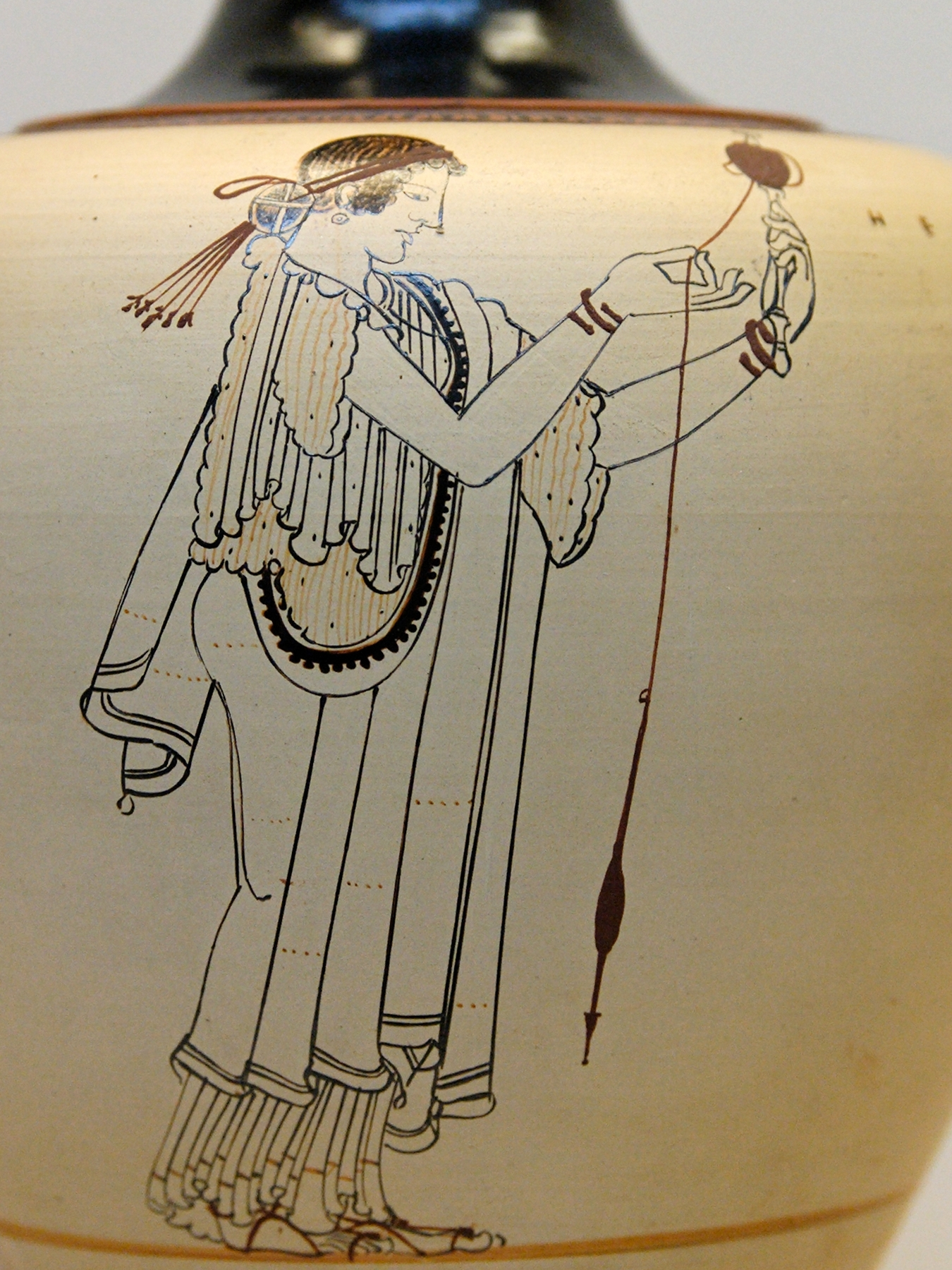
Vase à fond blanc, vers 490 av. J.-C. Femme filant[6].
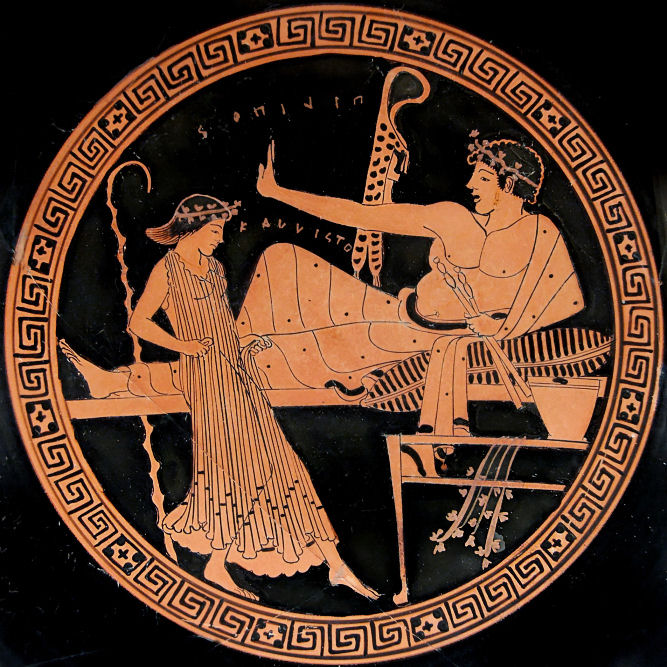
Coupe à figures rouges, vers 490-480 av. J.-C. Scène de banquet[7].
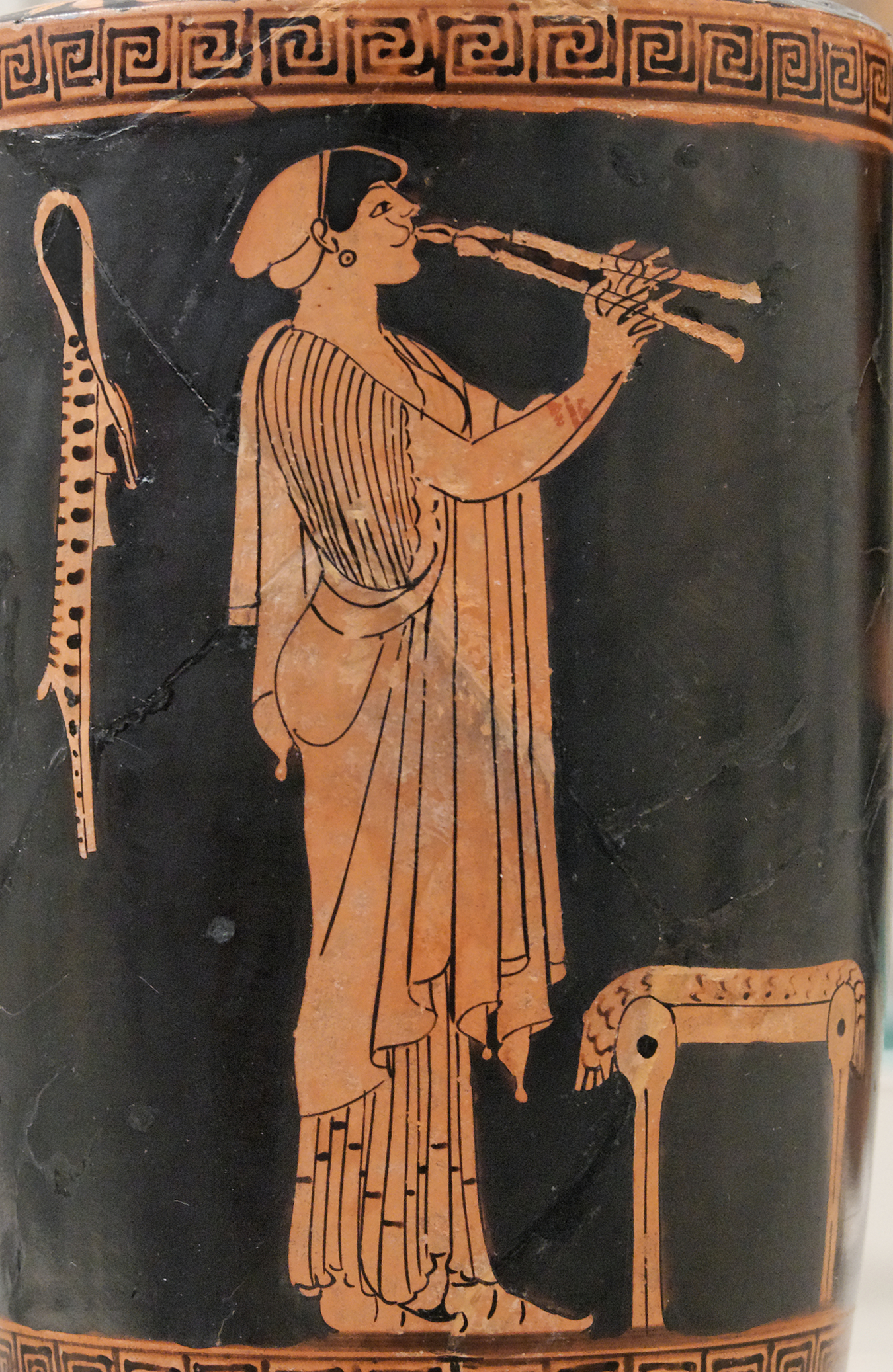
Lécythe à figures rouges, vers 480 av. J.-C. Joueuse d'aulos[8].
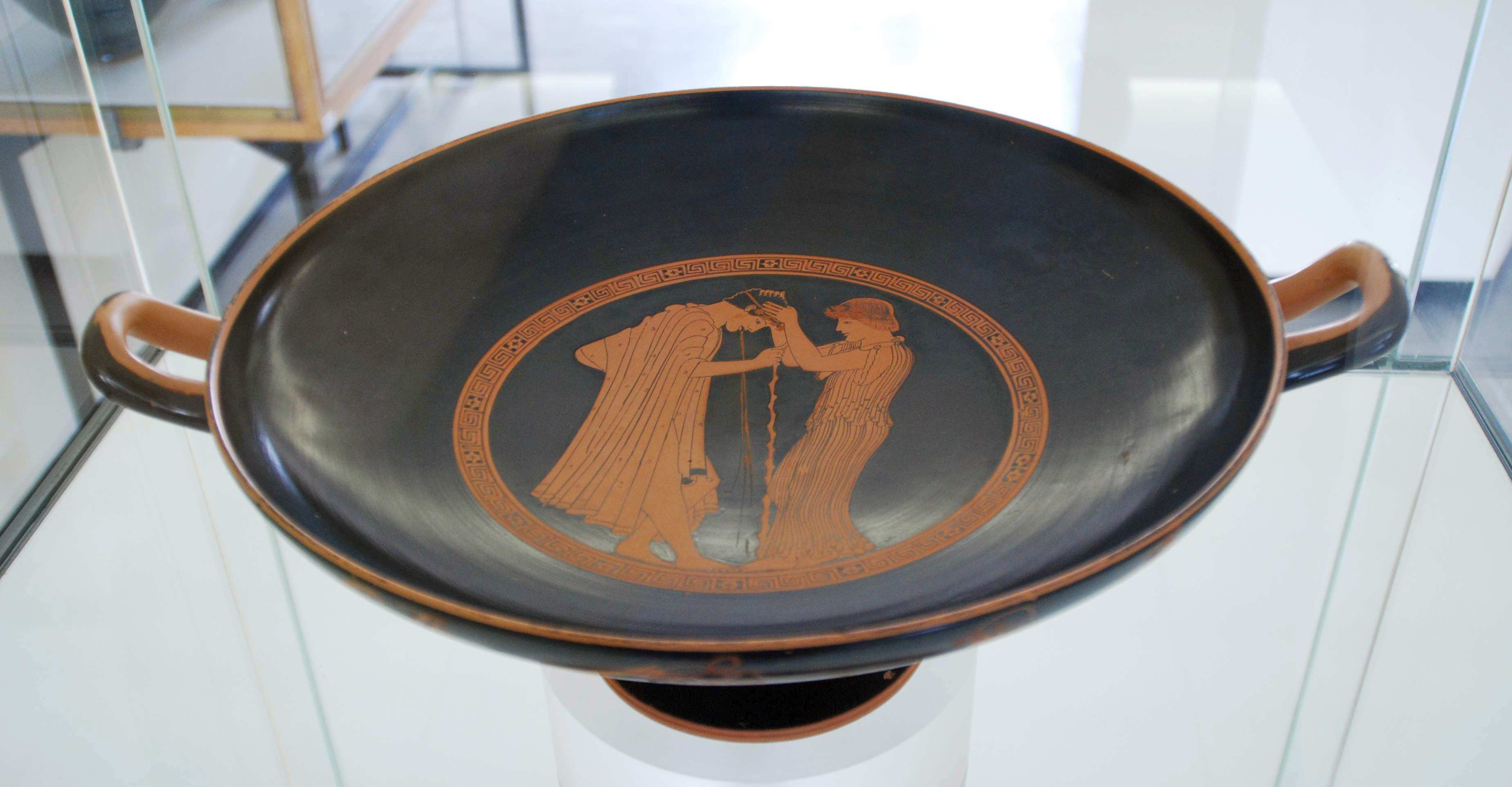
Coupe de Brygos de Wurtzbourg, kylix, vers 480 av. J.-C.